# Duseberg Buttress
Duseberg Buttress (englisch für Dusebergpfeiler, spanisch Cabo Duseberg ‚Kap Duseberg‘)  ist ein 500 m hoher Kegelberg an der Graham-Küste des Grahamlands auf der Antarktischen Halbinsel. Er ragt an der Südwestseite des Mount Scott auf der Kiew-Halbinsel gegenüber der Petermann-Insel auf.
Teilnehmer der Belgica-Expedition (1897–1899) unter der Leitung des belgischen Polarforschers Adrien de Gerlache de Gomery entdeckten ihn im Jahr 1898. De Gerlache benannte ihn in der irrtümlichen Annahme, es handele sich um eine Landspitze, als Cap Duseberg nach dem aus Dänemark stammenden Diplomaten Holger Theodor Duseberg (1852–1910), einem Geldgeber der Forschungsreise und zu jener Zeit belgischer Konsul in Kopenhagen. Luftaufnahmen der Falkland Islands and Dependencies Aerial Survey Expedition (1955–1957) offenbarten dagegen den eigentlichen Charakter des Objekts, infolge dessen sich das UK Antarctic Place-Names Committee am 7. Juli 1959 zu einer Anpassung der Benennung entschied.